# Fritz Brändlein
Fritz Brändlein (* 5. Januar 1891 in Niedernhall; † 25. April 1979 in Wüstenrot) war ein deutscher Politiker der Kommunistischen Partei Deutschlands (KPD).

## Leben und Beruf
Nach dem Besuch der Volksschule war Brändlein als Landwirt tätig und betrieb in seinem Heimatort einen Bauernhof und ein Sägewerk. Während des Ersten Weltkriegs war er Soldat. Aus drei Ehen gingen sieben Kinder hervor.
1933 geriet Brändlein zweimal in sogenannte „Schutzhaft“, im KZ Heuberg und im Gefängnis des Amtsgerichts Künzelsau. Dort wurde er am 13. September 1933 aufgrund des unerlaubten Waffenbesitzes sowie der Nichtzurückführung von Heeresgut aus dem Ersten Weltkrieg zu drei Monaten und 15 Tagen Haft verurteilt. Die Haftstrafe saß er Anfang 1934 im Gefängnis in Rottenburg ab. Am 12. November 1935 geriet er wieder in „Schutzhaft“, nachdem er den Blockleiter der NSDAP, Hermann Utz, in seiner Anwesenheit kritisiert hatte. Das Amtsgericht Künzelsau verurteilte ihn diesmal zu einem Monat Haft wegen Beleidigung. Danach wurde er im KZ Welzheim interniert, aus dem er am 30. April 1936 entlassen wurde. Am 1. September 1939, mit Beginn des Zweiten Weltkriegs, geriet Brändlein erneut in „Schutzhaft“, bis zum 20. April 1940 war er im KZ Buchenwald inhaftiert.

## Politik
1919 trat Brändlein der KPD bei, dort war er Leiter der Ortsgruppe in Niedernhall. Am 10. April 1945 ernannte ihn die US-amerikanische Militärregierung zum Bürgermeister von Niedernhall. 1946 gehörte er der Vorläufigen Volksvertretung von Württemberg-Baden an.